# Florida Film Critics Circle Awards 2016
Na 21. ročníku udílení cen Florida Film Critics Circle Awards byly předány ceny v těchto kategoriích dne 23. prosince 2016. Nominace byly oznámeny 21. prosince 2016.

## Vítězové a nominovaní

### Nejlepší film
Humr
- La La Land (2. místo)
- Moonlight
- Za každou cenu
- Místo u moře

### Nejlepší režisér
Damien Chazelle – La La Land
- Yorgos Lanthimos – Humr (2. místo)
- Barry Jenkins – Moonlight
- Kenneth Lonegran – Místo u moře

### Nejlepší herec v hlavní roli
Casey Affleck – Místo u moře
- Joel Edgerton – Loving (2. místo)
- Ryan Gosling – La La Land
- Denzel Washington – Ploty
- Viggo Mortensen – Tohle je náš svět

### Nejlepší herečka v hlavní roli
Isabelle Huppert – Elle
- Emma Stoneová – La La Land (2. místo)
- Ruth Negga – Loving
- Natalie Portman – Jackie
- Annette Bening – Ženy 20. století

### Nejlepší herec ve vedlejší roli
Jeff Bridges – Za každou cenu
- Ralph Fiennes – Oslnění sluncem (2. místo)
- Mahershala Ali – Moonlight
- André Holland – Moonlight
- Michael Shannon – Noční zvířata

### Nejlepší herečka ve vedlejší roli
Michelle Williamsová – Místo u moře
- Viola Davis – Ploty (2. místo)
- Naomie Harris – Moonlight
- Greta Gerwig – Ženy 20. století
- Octavia Spencer – Skrytá čísla
- Lily Gladstone – Jisté ženy

### Nejlepší obsazení
American Honey
- Ženy 20. století
- Moonlight
- Místo u moře
- Skrytá čísla

### Nejlepší původní scénář
Yorgos Lanthimos a Efthimis Filippou – Humr
- Kenneth Lonegran – Místo u moře (2. místo)
- Damien Chazelle – La La Land
- Mike Mills – Ženy 20. století
- Taylor Sheridan – Za každou cenu

### Nejlepší adaptovaný scénář
Whit Stillman – Láska a přátelství
- Barry Jenkins a Terell Alvin McCraney – Moonlight (2. místo)
- Eric Heisserer – Příchozí
- Tom Ford – Noční zvířata
- August Wilson – Ploty

### Nejlepší cizojazyčný film
Elle
- Komorná (2. místo)
- Objetí hada
- Klient
- Toni Erdmann

### Nejlepší dokument
Za kamerou
- O.J.: Made in America (2. místo)
- Nejsem žádný tvůj negr
- Weiner
- Animovaný život

### Nejlepší animovaný film
Kubo a kouzelný meč
- Zootropolis: Město zvířat (2. místo)
- Odvážná Vaiana: Legenda o konci světa
- Buchty a klobásy

### Nejlepší kamera
Linus Sandgren – La La Land
- Chung-hoon Chung – Komorná (2. místo)
- James Laxton – Moonlight
- Bradford Young – Příchozí
- Stéphane Fontaine – Jackie

### Nejlepší výprava
David Wasco a Austin Gorg – La La Land
- Jean Rabasse a Halina Gebarowicz – Jackie (2. místo)
- Patrice Vermette a Isabelle Guay – Příchozí
- Stuart Craig, James Hambidge a Anna Pinnock – Fantastická zvířata a kde je najít
- Anna Rackard a Stuart Crinnion – Láska a přátelství

### Nejlepší vizuální efekty
Příchozí
- Doctor Strange (2. místo)
- Kniha džunglí
- Fantastická zvířata a kde je najít
- Rogue One: Star Wars Story

### Nejlepší hudba
Justin Hurwitz – La La Land
- Mica Levi – Jackie (2. místo)
- Nicholas Britell – Moonlight
- Jóhann Jóhannsson – Příchozí

### Nejlepší první film
Hořkých sedmnáct
- Spa Night
- Čarodějnice
- Švýcarák
- Mládí vůdce

### Ocenění Pauline Kael – objev roku
Barry Jenkins – Moonlight (režie, scénář)
- Lucas Hedges – Místo u moře (herec) (2. místo)

### Ocenění Zlatý pomeranč
Moonlight